# Ericales
Ericales este un ordin numeros și divers de plante dicotiledonate, printre care se numără și ceaiul, azaleea sau afinul. 
Multe specii au patru petale, de obicei concrescute. În trecut ordinul era plasat în subclasa Sympetalae.

## Sinonime
Ordinul este cunoscut sub mai multe sinonime:
- Theales
- Lecythidales
- Sarraceniales
- Diapensiales
- Ebenales
- Primulales
- Polemoniales
- Actinidiales
- Aegiceratales
- Ardisiales
- Balsaminales
- Barringtoniales
- Camelliales
- Cyrillales
- Diospyrales
- Empetrales
- Epacridales
- Fouquieriales
- Gordoniales
- Halesiales
- Lysimachiales
- Marcgraviales
- Mitrastemonales
- Monotropales
- Myrsinales
- Rhodorales
- Roridulales
- Samolales
- Sapotales
- Styracales
- Ternstroemiales
- Vacciniales

## Taxonomie
Ordinul cuprinde următoarele familii:
- Actinidiaceae
- Balsaminaceae
- Clethraceae
- Cyrillaceae
- Diapensiaceae
- Ebenaceae
- Ericaceae
- Fouquieriaceae
- Lecythidaceae
- Marcgraviaceae
- Mitrastemonaceae
- Pentaphylacaceae
- Polemoniaceae
- Primulaceae
- Roridulaceae
- Sapotaceae
- Sarraceniaceae
- Sladeniaceae
- Styracaceae
- Symplocaceae
- Tetrameristaceae
- Theaceae
- Theophrastaceae[necesită citare]